# Impatiens sodenii
Impatiens sodenii là một loài thực vật có hoa trong họ Bóng nước. Loài này được Engl. & Warb. mô tả khoa học đầu tiên năm 1895.

## Hình ảnh

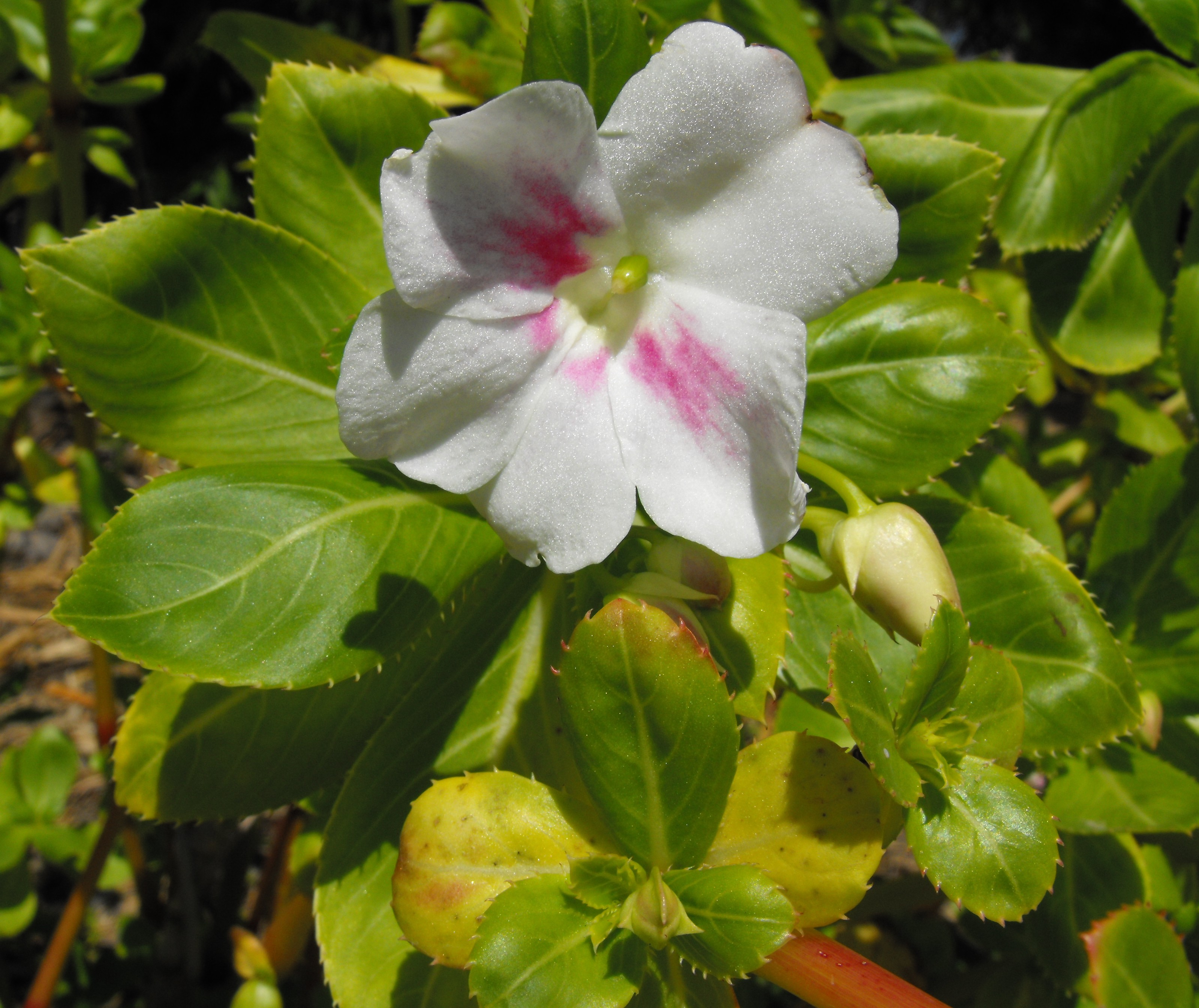
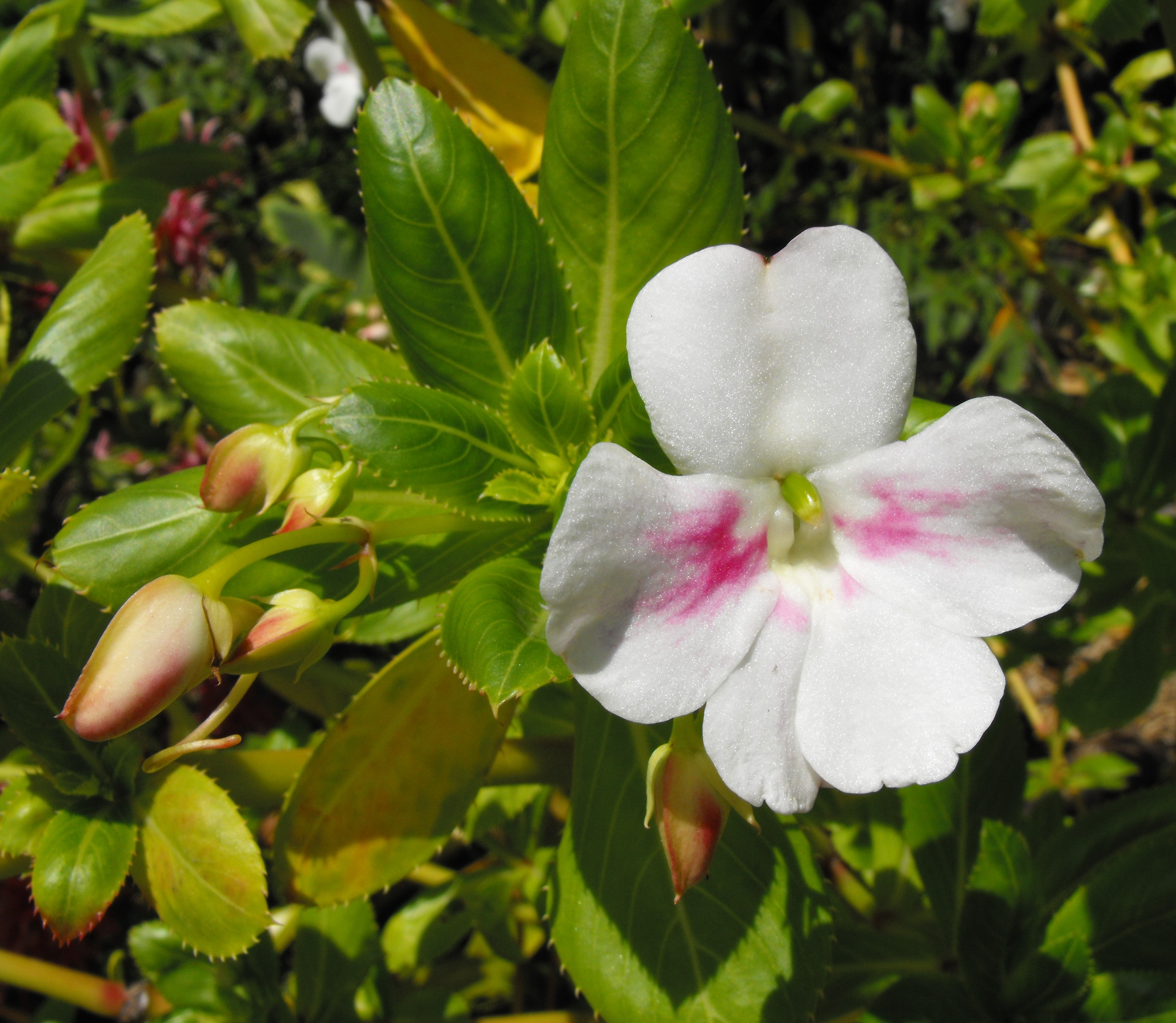
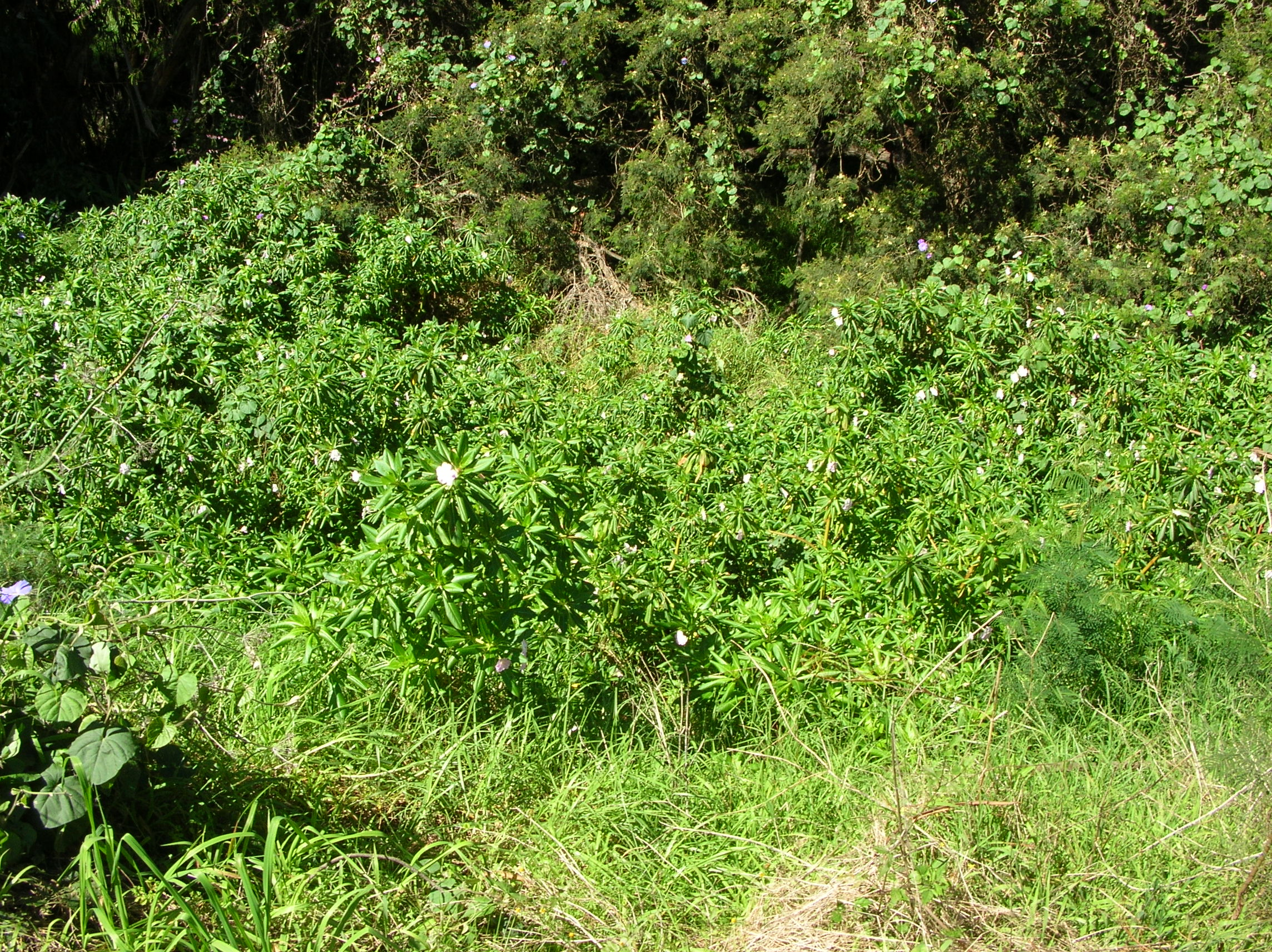
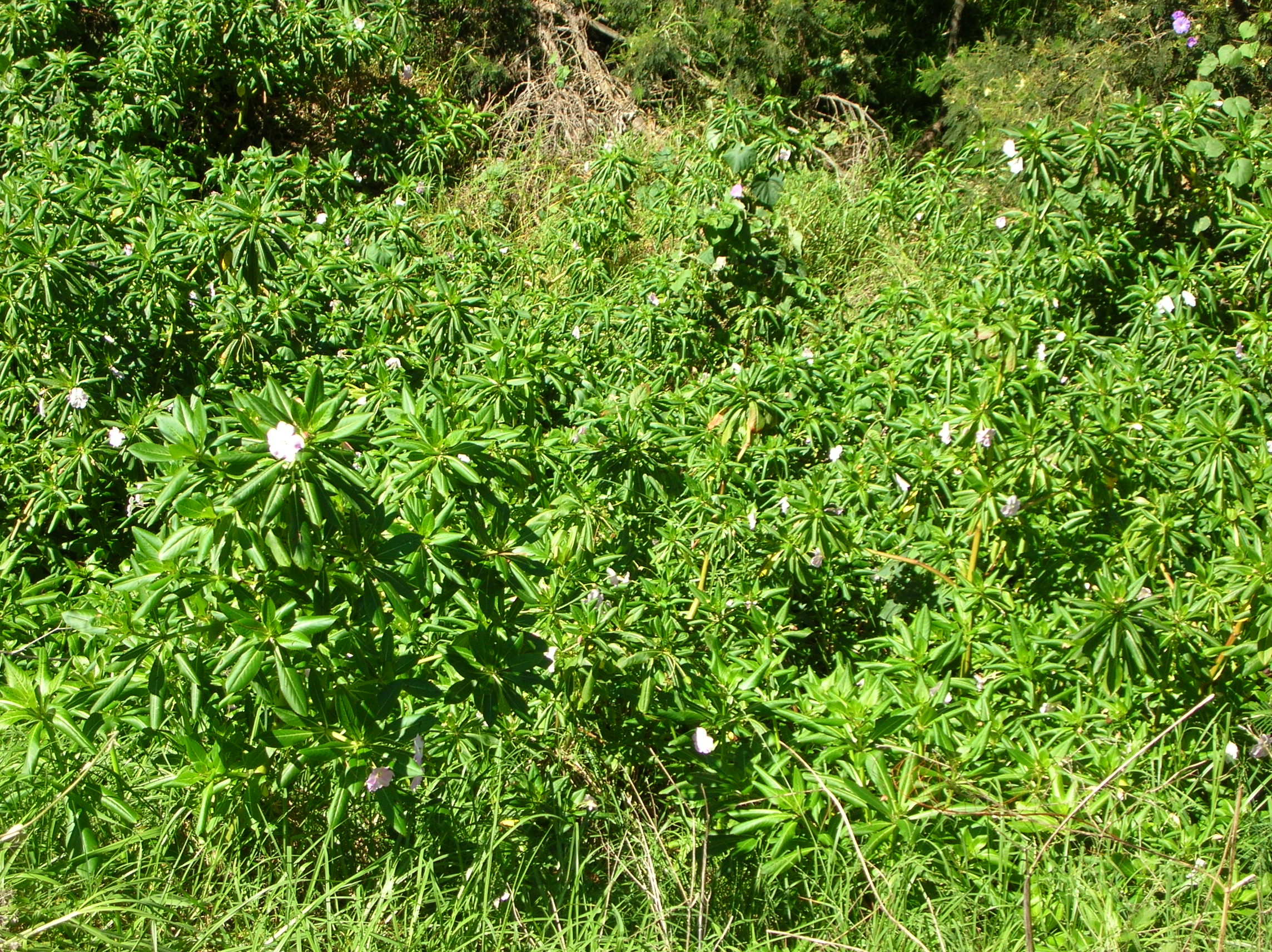